# Karmacs
Karmacs is een plaats (község) en gemeente in het Hongaarse comitaat Zala. Karmacs telt 834 inwoners (2001).